# Brachymeria qadeeri
Brachymeria qadeeri är en stekelart som beskrevs av Ishrat och Malik 1986. Brachymeria qadeeri ingår i släktet Brachymeria och familjen bredlårsteklar.
Artens utbredningsområde är Pakistan. Inga underarter finns listade.